# الهولوكوست في منطقة لوبلين

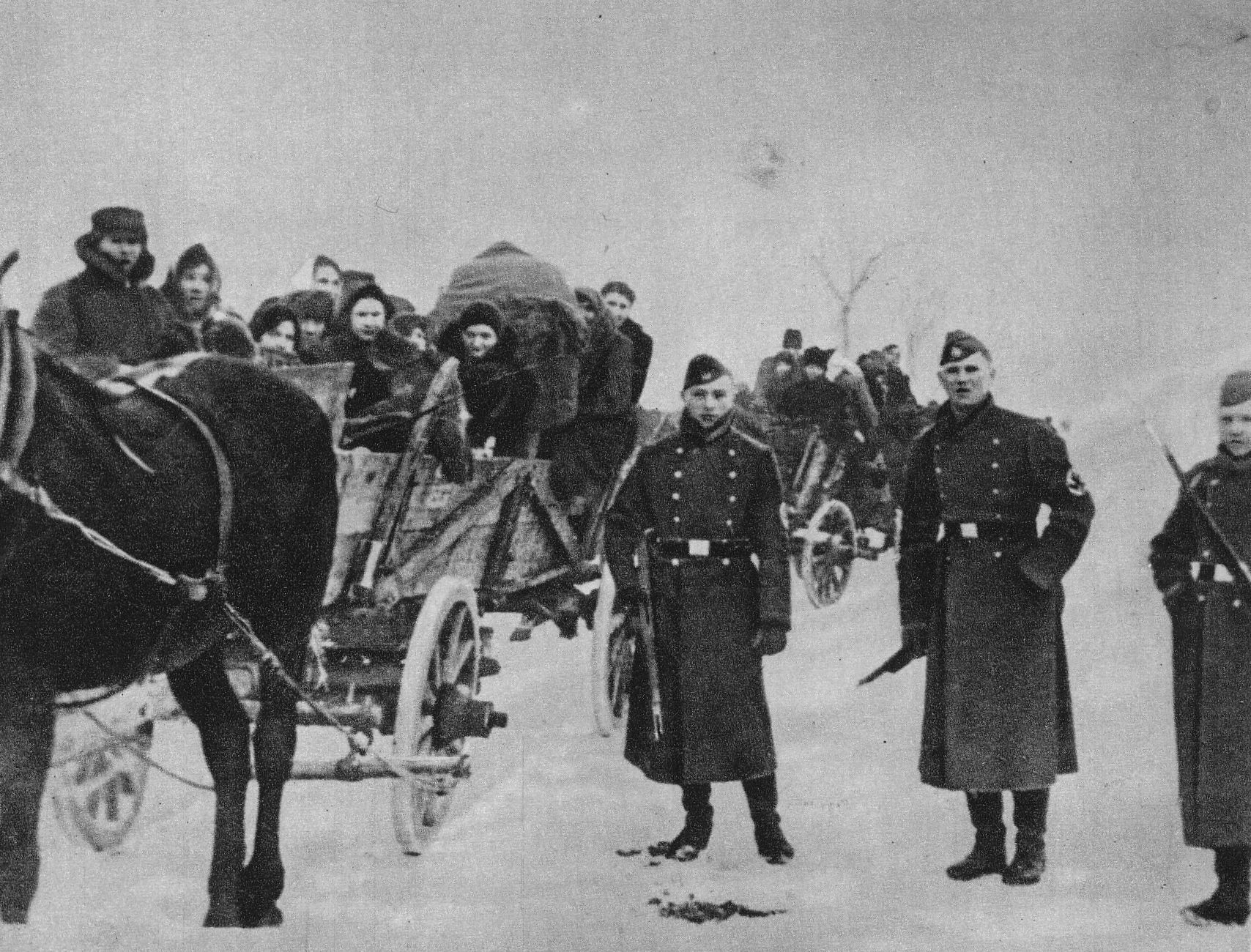
يهود محليون أثناء ترحيلهم إلى معسكر الإبادة بيلزيك

خلال فترة الهولوكوست، قُتل 99% من اليهود من منطقة لوبلين في الحكومة العامة لبولندا المحتلة من قبل ألمانيا، إلى جانب آلاف اليهود الذين تم ترحيلهم إلى لوبلين من أماكن أخرى. كان هناك ثلاثة معسكرات إبادة في  منطقة سوبيبور، بيلزيك، ومايدانيك.

## التقسيم الى أحياء

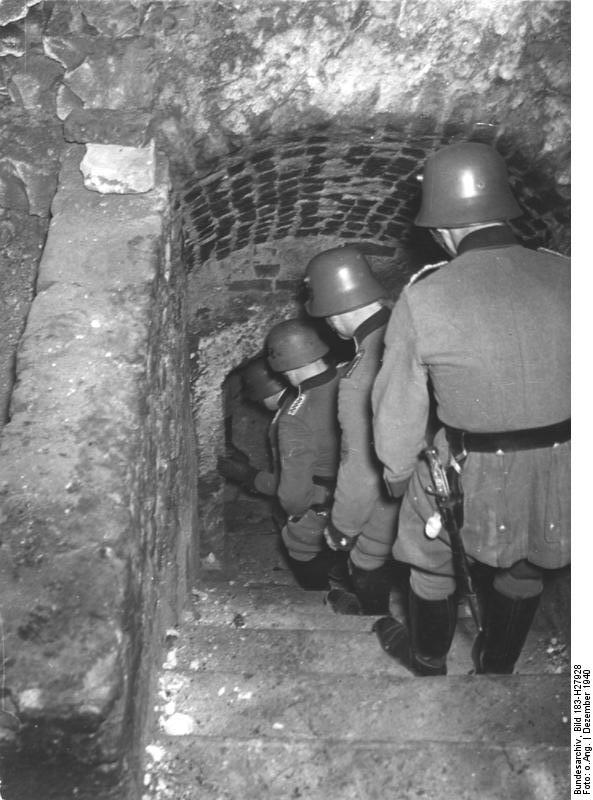
الشرطة الألمانية «أوربو» تنزل إلى الأقبية في عملية «مطاردة اليهود» في لوبلين، ديسمبر 1940

بدأ عزل اليهود في أحياء محددة بهدف اضطهادهم وإرهابهم واستغلالهم في المدن التي سيطرت عليها ألمانيا النازية فور غزو بولندا، ولم يؤثر التخلي عن فكرة إنشاء المحميات على السياسة العامة. استمر ترحيل اليهود إلى الغيتوهات الحضرية المغلقة دون انقطاع في انتظار ترتيبات أخرى. بلغ عدد الغيتوهات الحضرية الكبرى التي أُنشئت في الحكومة العامة في 1939–1940، بما في ذلك تلك الموجودة في كراكوف ووارسو، مئة غيتو قبل نهاية العام. في منطقة لوبلين، كان الوضع مختلفًا في البداية. فبدلاً من تركزهم في المدن، تم طرد حوالي 10,000 يهودي بولندي من لوبلين في أوائل مارس 1940 إلى المدن الريفية حيث لم يتم إنشاء أحياء يهودية فيها، وذلك بناءً على معارضة جلوبوتشنيك لوجود اليهود بالقرب من مقر قيادته آنذاك. أُجبر 40,000 يهودي متبقٍ في لوبلين على الانتقال إلى غيتو لوبلين في مايو 1940.
أُنشئ الغيتو الرسمي في لوبلين في 24 مارس 1941. وأُعيد اليهود المطرودون إلى هناك. كان الدافع وراء هذا الإجراء هو الحاجة إلى مساكن جديدة مناسبة للجيش الألماني القادم، الذي كان يستعد لعملية بارباروسا. في منطقة لوبلين، أُنشئت غيتو أخرى في بياسكي. في أكتوبر وديسمبر 1941، أصدرت الإدارة المحلية ومقر شرطة الأمن (Sicherheitspolizei) مراسيم بشأن عقوبة الإعدام الفوري لليهود الذين يتم القبض عليهم وهم يغادرون الحي اليهودي. كان أي بولندي مسيحي يؤوي يهودًا في الجانب الآري من المدينة يُعدم مع عائلته. تعرض سكان الغيتو للترهيب من قبل كتيبة وحدات-اس اس التابعة لأوسكار ديرليوانجر، التي انخرطت في الابتزاز والقتل والاغتصاب إلى درجة أنه كان لا بد من نقلهم إلى مكان آخر، مرة أخرى.

## النهاية
بعد عام 1942، لم يتبق سوى بضع عشرات الآلاف من اليهود، الذين كانوا يعملون في الغالب في معسكرات العمل القسري. خلال عملية «عيد الحصاد» (3–4 نوفمبر 1943)، قُتل معظم هؤلاء اليهود. بعد العملية، لم يتبق سوى عشرة معسكرات عمل، تضم حوالي 10,000 يهودياً.